# Passiflora barclayi
Passiflora barclayi är en passionsblomsväxtart som först beskrevs av Berthold Carl Seemann, och fick sitt nu gällande namn av Maxwell Tylden Masters. Passiflora barclayi ingår i släktet passionsblommor, och familjen passionsblomsväxter. Inga underarter finns listade i Catalogue of Life.